# Aplysiopsis sinusmensalis
Aplysiopsis sinusmensalis is een slakkensoort uit de familie van de Hermaeidae. De wetenschappelijke naam van de soort is voor het eerst geldig gepubliceerd in 1954 door Macnae.